# گان تینگینگ
گان تینگینگ (انگلیسی: Gan Tingting; ۵ فوریهٔ ۱۹۸۶ –) بازیگر اهل چین بود. وی از سال ۲۰۰۵ میلادی تاکنون مشغول فعالیت بوده است.